# InnoDB
이노DB(InnoDB)는 MySQL을 위한 데이터베이스 엔진이며, MySQL AB가 배포하는 모든 바이너리에 내장되어 있다. MySQL과 사용할 수 있는 다른 데이터베이스 엔진에 대한 개선 사항으로 PostgreSQL을 닮은 ACID 호환 트랜잭션에 대응하고 있는 것이 있다. 또한 외래 키(FK)도 지원하고 있다. (이것을 선언적 참조 무결성이라 한다.)
2005년 10월 Innobase사가 오라클에 인수된 후 InnoDB는 오라클의 제품이 되었다. 이 소프트웨어는 듀얼 라이선스이며, GNU General Public License 하에 유통되고 있지만, InnoDB를 독점 소프트웨어와 융합시키고 싶은 단체를 위해 라이선스가 판매될 수 있다.

## 파생
OurDelta.org는 구글, Percona 등에 의한 InnoDB에 패치를 포함한 MySQL 바이너리를 배포하고 있다. 2008년 12월 26일 Percona 사는 InnoDB에서 분기된 XtraDB을 발표했다.